# Adriano Gerlin da Silva
Adriano Gerlin da Silva (nacido el 20 de septiembre de 1974) es un exfutbolista brasileño que se desempeñaba como delantero.
Jugó para clubes como el Guarani, Neuchâtel Xamax FC, Botafogo, São Paulo, Náutico, Atlético Mineiro, Sport Recife, Urawa Reds, Pogoń Szczecin, Bragantino y Atlético Nacional.

## Trayectoria

### Clubes
| Club                | País     | Año         |
| ------------------- | -------- | ----------- |
| Guarani             | Brasil   | 1991 - 1992 |
| Neuchâtel Xamax FC  | Suiza    | 1992 - 1995 |
| Botafogo            | Brasil   | 1995        |
| Juventude           | Brasil   | 1995        |
| São Paulo           | Brasil   | 1996 - 1998 |
| Náutico             | Brasil   | 1999        |
| Atlético Mineiro    | Brasil   | 1999        |
| Sport Recife        | Brasil   | 2000        |
| Urawa Reds          | Japón    | 2001        |
| São Paulo           | Brasil   | 2002        |
| Bahia               | Brasil   | 2003        |
| Náutico             | Brasil   | 2003        |
| Portuguesa Santista | Brasil   | 2004        |
| Pogoń Szczecin      | Polonia  | 2005        |
| Bragantino          | Brasil   | 2006        |
| CRB                 | Brasil   | 2006        |
| Atlético Nacional   | Colombia | 2006        |
| Juventus            | Brasil   | 2007        |